# Байсарович Володимир Миколайович
Володимир Миколайович Байсарович (нар. 25 квітня 1943, Луцьк — пом. 22 січня 2016, Луцьк) — радянський футболіст, що грав на позиції півзахисника. По закінченні футбольної кар'єри — радянський та український футбольний тренер. Відомий роботою у складі луцької «Волині», тренерський штаб якої він очолював відразу після відродження у Луцьку профспілкового футбольного клубу майстрів у 1977—1978 роках, а також за роботою у ДЮСШ луцького клубу, де він виховав цілу плеяду талановитих футболістів, у тому числі був першим тренером багаторічного капітана збірної України Анатолія Тимощука. Заслужений тренер України.

## Клубна кар'єра
Володимир Байсарович розпочав виступи на футбольних полях у складі команди «Приладист» із Мукачевого, яка на той час мала армійське підпорядкування. Після закінчення служби в армії Байсарович повернувся до Луцька, та розпочав виступи у місцевій команді другої ліги «Волинь» у 1966 році. Закінчив виступи у команді майстрів Байсарович після закінчення сезону 1969 року, коли майже весь склад луцької команди, яка на той час була перейменована у «Торпедо», було відраховано із клубу.

## Тренерська кар'єра
Після закінчення кар'єри гравця Володимир Байсарович розпочав тренерську кар'єру. Відразу після закінчення виступів на футбольних полях Байсарович почав працювати тренером в ДЮСШ «Торпедо». У 1977 році армійська команда СК «Луцьк» була розформована із відновленням команди СКА у Львові. У Луцьку натомість було відроджено профспілкову команду майстрів «Торпедо», головним тренером якої було призначено Володимира Байсаровича. Формувати команду довелось практично з нуля, тому у першому своєму сезоні команда зайняла лише 19 місце в українській зоні другої ліги. І наступного сезону команда більше боролась за виживання у лізі, а головному тренеру часто доводилось займатися й чисто адміністративними справами, адже посада начальника команди тривалий час залишалась вакантною. У 1979 році на посаду головного тренера «Торпедо» було призначено Євгена Пестова, а Байсарович перейшов на посаду начальника команди. Наступного року Володимир Байсарович покинув тренерський штаб «Торпедо», деякий час працював тренером аматорського луцького «Прилада», а після цього повернувся до роботи в ДЮСШ, де й працював тривалий час, із невеликою перервою у 1992—1993 роках, коли він знову працював у тренерському штабі «Волині», а також був президентом клубу. За час роботи дитячим тренером підготував низку футболістів для луцької команди — Миколу Кльоца, Михайла Бурча, Павла Філонюка, Володимира Гащина, Олександра Єщенка, але найбільшим його досягненням стала підготовка майбутнього капітана збірної України Анатолія Тимощука. Володимир Байсарович також тренував дитячі та юнацькі збірні області різного віку на всеукраїнських змаганнях. Тривалий час Байсарович працював старшим тренером ДЮФШ «Волинь». За значні успіхи у підготовці молодих футболістів у 2008 році Володимиру Байсаровичу було присвоєно звання Заслуженого тренера України. Проте у 2012 році у зв'язку із зміною власників клубу Байсаровичу довелось залишити роботу в ДЮФШ «Волинь». Після відходу зі школи «Волині» Байсарович працював у луцькій ДЮСШ № 2.

## Особисте життя
Син Володимира Байсаровича — Андрій Байсарович — грав за «Волинь» на позиції воротаря, після завершення ігрової кар'єри був футбольним арбітром.

## Смерть
Помер Володимир Байсарович 22 січня 2016 року в Луцьку.

## Вшанування пам'яті
У пам'ять про Володимира Байсаровича в Луцьку за ініціативою ДЮСШ № 2, де Байсарович працював тренером останні роки свого життя, 4—5 жовтня 2016 року відбувся міжнародний турнір серед дитячих футбольних команд пам'яті Володимира Байсаровича.